# Frans Hoek
Frans Hoek (Hoorn, Países Bajos, 17 de octubre de 1956) es un exportero neerlandés y es el entrenador en jefe de porteros del Manchester United bajo el mando del mánager Louis van Gaal. Hoek jugó durante más de una década en el FC Volendam y más tarde fue a trabajar como entrenador de porteros en algunos clubes incluyendo Ajax de Ámsterdam, F.C. Barcelona, Bayern de Múnich y Manchester United, además de las selecciones de los Países Bajos y Polonia. Ha trabajado con porteros incluidos Edwin van der Sar, Stanley Menzo, Víctor Valdés, Vítor Baía, Pepe Reina, Robert Enke, Łukasz Fabiański, Thomas Kraft, Michel Vorm y David de Gea. Hoek es ampliamente considerado como uno de los mejores mentores de porteros del fútbol mundial.

## Trayectoria como jugador
Comenzó como un portero aficionado en el SV Always Forward, Hoek jugó en el FC Volendam entre 1973 y 1985, y en 1977 su equipo logró subir a la máxima división por primera vez en la historia del club. Dos años más tarde, el Volendam fue relegado. En 1983, Hoek y sus compañeros de equipo fueron promovidos de nuevo a la Eredivisie, donde pasaron otras dos temporadas. Anotó contra el Roda JC Kerkrade en septiembre de 1983. En 1985, Hoek puso fin a su carrera como portero, adentrándose en el entrenamiento.

## Trayectoria como entrenador
Hoek se unió al Ajax en 1986 como entrenador, trabajando bajo la gestión de Johan Cruyff, y en 1991 se convirtió en el entrenador de porteros del mánager Louis van Gaal en el club. Un joven Edwin van der Sar estaba bajo el cuidado de Hoek en el Ajax. En medio de esto, también entrenó durante dos años los porteros de su antiguo club el Volendam. En 1997, siguió a van Gaal a Barcelona, donde supervisó la promoción de Víctor Valdés. Se movío con Van Gaal a la Selección de fútbol de los Países Bajos en 2000, y de vuelta al Barcelona en 2002. A partir de 2005 fue durante cuatro años, el entrenador de porteros de la Selección de fútbol de Polonia, bajo el mánager Leo Beenhakker, donde fue a la Copa Mundial de la FIFA 2006 en Alemania. Beenhakker había sido el exentrenador en jefe del Volendam, donde Hoek pasó su carrera como jugador. Después de esto, Hoek se unió a van Gaal de nuevo en el Bayern Múnich en 2010, donde recibió tanto el papel de entrenador de porteros como el de entrenador asistente. Después van Gaal salió de Alemania en 2011, la pareja se hizo cargo de la Selección de fútbol de los Países Bajos (por segunda vez), para ir a la UEFA Euro 2012 en Polonia / Ucrania y la Copa Mundial de la FIFA 2014 en Brasil.
Hoek de nuevo se asoció con Van Gaal en el Manchester United en verano de 2014, en sustitución de Chris Woods, como entrenador en jefe de porteros del club. Ryan Giggs se convirtió en asistente del mánager, Albert Stuivenberg se añadió como entrenador asistente, y Marcel Bout fue nombrado como entrenador asistente y jefe de cazatalentos del club, este último ya había trabajado con Hoek en el Bayern Múnich.
Hoek también educa a otros entrenadores de porteros profesionales y asesora y realiza conferencias para la FIFA, la UEFA y la Real Federación de Fútbol de los Países Bajos (KNVB), entre otros, en asuntos de la portería. Anteriormente aconsejaba al Manchester United (antes de convertirse en entrenador en jefe de porteros), LA Galaxy y la Unión Danesa de Fútbol (DBU). Su estilo de entrenamiento es conocido en el fútbol como el "Método Hoek".